# Wilczyna
Wilczyna – wieś w Polsce położona w województwie wielkopolskim, w powiecie szamotulskim, w gminie Duszniki. Wieś leży w pobliżu drogi krajowej nr 92 i przy drodze wojewódzkiej nr 306. Od południowej strony wsi leży niewielkie jezioro, leżące w zlewisku Obry.

## Historia
Miejscowość pierwotnie była związana z Wielkopolską. Istnieje co najmniej od drugiej połowy XIII wieku i ma średniowieczną metrykę. Pierwszy zachowany zapis pochodzi z łacińskiego dokumentu z 1298 gdzie odnotowano ją jako "Vilczyna”, 1350 „Wylcyna”, 1403 „Vilczina”, 1407 „Wylczina, Villczina”, 1415 „Wylczino”, 1418 „Wilczina”, 1423 (wg zachowanej kopii z lat 1488-1492) „Vylczyna. Nazwę miejscowości zapisywano także w formach Wilczyn
Początkowo wieś była własnością kościelną w kluczu dóbr bukowskich  należącą do biskupów poznańskich, a później także szlachecką należącą do wielkopolskiej,  lokalnej szlachty z rodu Pałuków, Przetockich, Wilczyńskich, którzy od nazwy wsi przyjęli odmiejscowe nazwisko. W 1508 miejscowość leżała w powiecie poznańskim województwa poznańskiego w Koronie Królestwa Polskiego. Od 1298 była siedzibą własnej parafii w archidiakonacie mniejszym pszczyńskim. W 1510 leżała w dekanacie Wronki.
Tereny, na których powstała miejscowość były jednak zasiedlone znacznie wcześniej. W okolicy w wyniku archeologicznych badań  wykopaliskowych przeprowadzonych w 1877 oraz powierzchniowych przeprowadzonych w latach 1969 i 1984 odnaleziono, pół kilometra na południowy-wschód od wsi, częściowo zachowane wczesnośredniowieczne grodzisko wyżynne, zaliczone w literaturze do grodzisk stożkowatych, w którym odkryto skorupy ornamentowanych naczyń.
Pierwszy zachowany zapis o miejscowości pochodzi ze źródeł kościelnych. W zapisie z 31 stycznia 1298 biskup poznański Andrzej Zaremba podzielił dotychczasowy archidiakonat poznański na 3 archidiakonaty zaliczając m.in. kościół wilczyński do archidiakonatu mniejszego tj. pszczewskiego. Jest to pierwszy zachowany zapis historyczny o wsi.
W  1350 król polski Kazimierz III Wielki, na prośbę biskupa poznańskiego Wojciecha Pałuki, zwolnił od świadczeń kmieci oraz mieszkańców osadzonych obecnie lub w przyszłości, m.in. we wsi Wilczyna, dopóki biskup udzielać im będzie wolnizny czyli zwolnienia z opłat i podatków.
W latach 1403-1404 odnotowany został pleban wilczyński Tomasz z Poznania. W 1403 wspomniany został jako świadek, a w 1404 jako wikariusz katedry poznańskiej oraz pleban wilczyński. W 1407 wspomniano kolejnego plebana wilczyńskiego Jaśka Siedlenia lub Siedleja, który zawarł ugodę z Adamem kapłanem (łac. „presbiter”) dotyczącą dzierżawy dochodów kościelnych w Wilczynie.  Według niej dzierżawca Adam miał dawać plebanowi przez dwa lata po 6 grzywien, a trzeciego roku 7 grzywien. Pleban miał otrzymywać dziesięcinę z trzech folwarków w Piersku. W latach 1407-1428 w źródłach historycznych odnotowano magistra Tomasza Tochnika Wilczyńskiego wikariusza katedry poznańskiej oraz plebana wilczyńskiego,  który był pisarzem (łac. „notarius”). Był on notowany w latach 1408, 1410, 1418, 1421 jako świadek.
W 1415 zapowiedziano przed sądem ziemskim lasy, gaje, zarośla, bory pomiędzy dobrami biskupów poznańskich, w które wchodziły Duszniki, Podrzewie, Wilczyna, Koszanowo, Sękowo i Młynkowo. W 1441 według kopii z 1500 kmiecie wilczyńscy wykarczowali role w lesie zwanym Syrow.
Miejscowość odnotowały również historyczne rejestry podatkowe. W 1478 Wilczynę odnotowano w wykazie zaległości podatkowych. W 1508 wieś zapłaciła wiardunki wojenne od 5 łanów. W 1509 miał miejsce pobór podatków od 5 łanów, a miejscowy sołtys zapłacił od 2 łanów. W 1510 wieś należała do biskupów poznańskich miała 5 łanów osiadłych, jeden łan opuszczony, a sołtys uprawiał dwa łany. W 1553 pobórano podatki ze wsi biskupa poznańskiego Wilczyny od 6 łanów, 1,5 łana sołeckiego oraz jednej karczmy. W 1563 miał miejsce pobór od 6 łanów, dwóch łanów sołeckich, krawca (łac. „sarctor”), karczmy dorocznej i dwóch komorników. W 1564 wieś biskupów poznańskich leżąca w kluczu dóbr Buk miała 11 łanów, w tym 3 łany plebańskie, dwa łany sołeckie, 6 łanów osiadłych. Z każdego łanu płacono czynsz po 28 groszy, dwa kapłony i 30 jaj. Karczmarz od karczmy zapłacił 12 groszy. We wsi byli zagrodnicy. Sołtysem był szlachcic Przetocki, który miał 2 łany i nic nie płacił, lecz w zamian pełnił służby (łac. „servitia”). Poprzedni sołtys płacił natomiast dukata. We wsi odnotowano jeziorko o jednej toni niewodowej oraz lasek. Z łąki zwanej Dębowiec zbierano 6 stogów siana i odwożono je do Młynkowa. Chłopi wilczyńscy dawali także owies oraz koguty tytułem opłaty kościelnej zwanej „wiecne”. W 1570 pobrano podatki ze wsi biskupa poznańskiego Wilczyna: od 6 łanów, jednego łana sołeckiego, karczmy dorocznej oraz od dwóch zagrodników. W 1576 miał miejsce pobór ze wsi od 3 łanów, dwóch łanów sołtysich. W 1577 wieś biskupów poznańskich zapłaciła pobór od 3 łanów, dwóch łanów sołeckich. W 1580 pobrano ze wsi od 4 łanów, dwa łany były opuszczone, od 4 zagrodników, dwóch komorników.  Sołtys Tomasz Unkowski zapłacił od dwóch zagrodników oraz jednego najemnego robotnika zwanego ratajem obsługującego dwa pługi. W 1581 wieś biskupa poznańskiego zapłaciła od 4 łanów, dwóch łanów opuszczonych. Tomasz Unkowski zapłacił z sołectwa od dwóch łanów i dwóch zagrodników. W 1583 pobrano podatki we wsi od 4 łanów, dwóch łanów opuszczonych, 4 zagrodników, a sołtysem nadal był Tomasz Unkowski.
Wieś  duchowna Wilczina, własność biskupa poznańskiego, położona była w 1580 roku w powiecie poznańskim województwa poznańskiego w Rzeczypospolitej Obojga Narodów. Wskutek II rozbioru Polski w 1793, miejscowość przeszła pod władanie Prus i jak cała Wielkopolska znalazła się w zaborze pruskim.
Do 1896 we wsi istniał szpital.
Pod koniec XIX wieku Wilczyn wchodził w skład powiatu szamotulskiego i liczył 440 ha. Folwark obejmował 138 ha. W 9 domostwach mieszkało 201 mieszkańców, z czego 177 było katolikami, 21 ewangelikami a 3 żydami. Miejscowa parafia należała wówczas do dekanatu lwóweckiego.

### II wojna światowa
W 1939 po kampanii wrześniowej miejscowość wraz z całą Wielkopolską została zajęta przez III Rzeszę. Nazistowskie władze Niemiec utworzyły na terenie Wielkopolski tzw. Kraj Warty. W okresie okupacji niemieckiej rozpoczęli masowe wysiedlenia ludności polskiej, a później w ramach akcji Heim ins Reich (pol. „Powrót do domu w Rzeszy”) zasiedlanie miejsc po nich niemieckimi przesiedleńcami z Besarabii, krajów bałtyckich i ZSRR. 
W gminie Duszniki z miejscowości Duszniki, Niewierz i Wilczyna wysiedlono 27 rodzin, w sumie 152 osoby. Niemiecka żandarmeria o godzinie 3 w nocy wchodziła do wsi i otaczała gospodarstwa rolników przewidzianych do wysiedlenia. Wypędzonym pozwolono zabrać tylko ubranie i żywność i przewożono ich samochodami ciężarowymi do Szamotuł, a następnie pociągiem do obozu przesiedleńczego w Łodzi. Tam przeprowadzano selekcję uwięzionych rodzin i część osadzonych deportowano do pracy na roli w III Rzeszy, a pozostałe osoby kierowano do pracy na roli w powiecie w gospodarstwach zajętych przez Niemców.

### Okres powojenny
W latach 1975–1998 miejscowość administracyjnie należała do województwa poznańskiego. W 2011 w Wilczynie mieszkały 372 osoby.

## Zabytki i atrakcje turystyczne
W Wilczynie znajduje się zabytkowy późnogotycki kościół parafialny pw. św. Jadwigi z I poł. XVI wieku, przebudowany w 1890 roku. Obecny kościół stojący we wsi został wzniesiony pierwszej połowie XVI wieku i konsekrowany w 1578. Z pierwotnego kościoła zachowały się mury nawy biegnącej do dzisiejszego transeptu oraz fasada zachodnia do gzymsu wieńczącego, a także krucyfiks z około 1530 i kielich z 1597 fundacji Wojciecha z Buku.
Ochronie jako zabytek podlega również park dworski z początku XX wieku.
Na południowy wschód od Wilczyny przebiega zielony szlak pieszy z Bytynia do Dusznik.